# (37072) 2000 UF52
2000 UF52 (asteroide 37072) é um asteroide da cintura principal. Possui uma excentricidade de 0.08215330 e uma inclinação de 2.70177º.
Este asteroide foi descoberto no dia 24 de outubro de 2000 por LINEAR em Socorro.